# Biting (Sambong)
Biting is een bestuurslaag in het regentschap Blora van de provincie Midden-Java, Indonesië. Biting telt 2318 inwoners (volkstelling 2010).